# كابتن جورج
كابتن جورج هو فيلم 2014 قصير لبناني من إخراج علي فتوني وموضوعه هو المتشرد.

## طاقم التمثيل
- جورجوس جورج
- علي فتوني
- آدم فتوني

## الجوائز[1]
| السنة | الجائزة              | التصنيف     | النتيجة |
| ----- | -------------------- | ----------- | ------- |
| 2014  | جوائز سكرين باي شودس | أفضل صوت    | فوز     |
| 2014  | جوائز سكرين باي شودس | أفضل وثائقي | فوز     |